# Barbro Hjalmarsson
Hilda Barbro Hjalmarsson, född 10 december 1919 i Viby socken, Närke, död 13 februari 2012 i Degerfors (Folkbokförd i Viby), var en svensk sjuksköterska, vårdlärare och uppfinnare.
Barbro Hjalmarsson uppfann den batteridrivna blodvaggan "Triomix", som automatiskt skakar om provrör med blod, så att till exempel vid mätning av sänka, blodkropparna skiljs från blodplasman på ett korrekt sätt. Hon fick 1994 patent på denna "Blandningsapparat omfattande en för mottagning av provrörsrör avsedd blandningsplatta, som bibringas en vaggningsrörelse av viss frekvens". Uppfinningen minskade det manuella arbetet och gjorde provtagningen säkrare.